# Leptochiton inquinatus
Leptochiton inquinatus is een keverslakkensoort uit de familie van de Leptochitonidae. De wetenschappelijke naam van de soort is voor het eerst geldig gepubliceerd in 1847 door Reeve.